# Степанаванский дендропарк

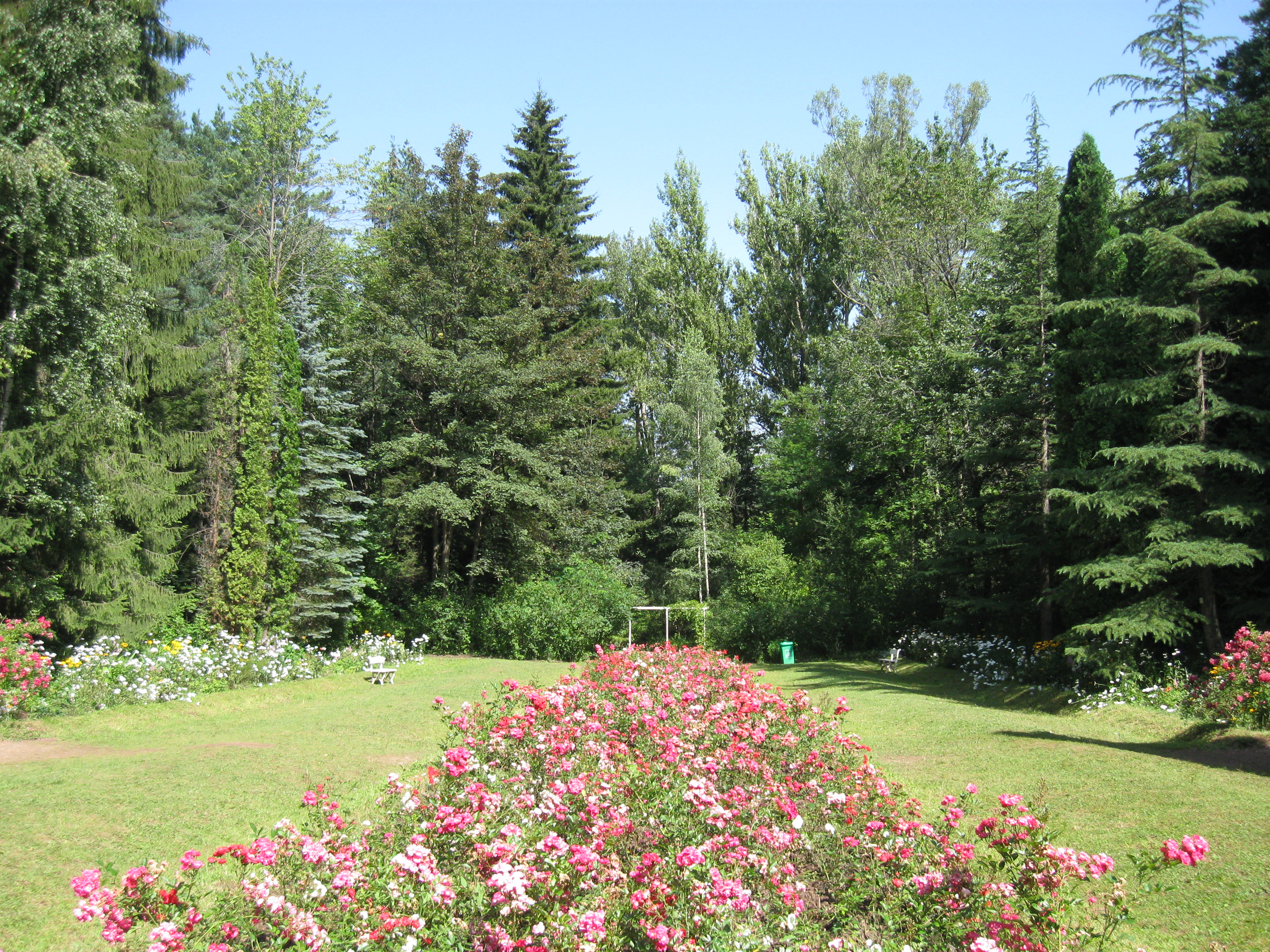
Степанаванский дендропарк

Степанаванский дендропарк, или Дендропарк «Сочут» (арм. Սոճուտ — Сосна) или «Сосняки» (арм. Ստեփանավանի դենդրոպարկ) — дендропарк в Армении, близ города Степанаван и деревни Гюлагарак. Площадь дендрария составляет 35 гектар, из которых 17,5 га составляют природные леса, 15 га — декоративные деревья. «Сосняки» расположен на северо-западном склоне горы Аргасар, на высоте 1550 м над уровнем моря.

## История
В 1930-х годах польский биолог Эдмонд Леопольдович Леонович, посетив Армению, был восхищён её природой и решил основать здесь дендропарк, здесь же он построил дом. Дендропарк был основан в 1933 году.
В 1986 году, когда скончался основатель и директор дендропарка — Эдмонд Леонович, власти разрешили похоронить его именно здесь. Сейчас директором является его сын — Виталий Леонович.

## Флора
Степанаванский Дендропарк состоит из лиственных лесов и декоративных насаждений. Здесь произрастают такие растения как: Липа сердцевидная (Tília cordáta), Туя западная пирамидальная (Thuja pyramidalis), тис ягодный (Táxus baccáta), тсуга канадская (Tsuga canadensis), кедр гималайский (Cedrus deodara), юкка нитчатая (Yucca filamentosa), китайский клен (Acer sinense), секвойядендрон (Sequoiadendron), дикие образцы ореха, тополя, яблонь, груш. Большинство образцов было получено из других ботанических садов в рамках международных программ (из Грузии, Украины, России, Дальнего Востока). В настоящее время в парке находится более 500 интродуцированных видов растений.

## Степанаванский дендропарк в общественности
Сегодня дендрарий представляет интерес для широкой общественности, профессиональных ученых и экотуристов. Это обеспечивает возможность для изучения адаптивных характеристик различных растений к новым условиям окружающей среды, проводить программы обучения для студентов стажировки и изучения уникальную флору региона Закавказья. Дендрарий является идеальным местом для экскурсий и общественных ботанических и зоологических экскурсий.
В дендропарке предоставляется услуга продажи растений.

## Фотогалерея

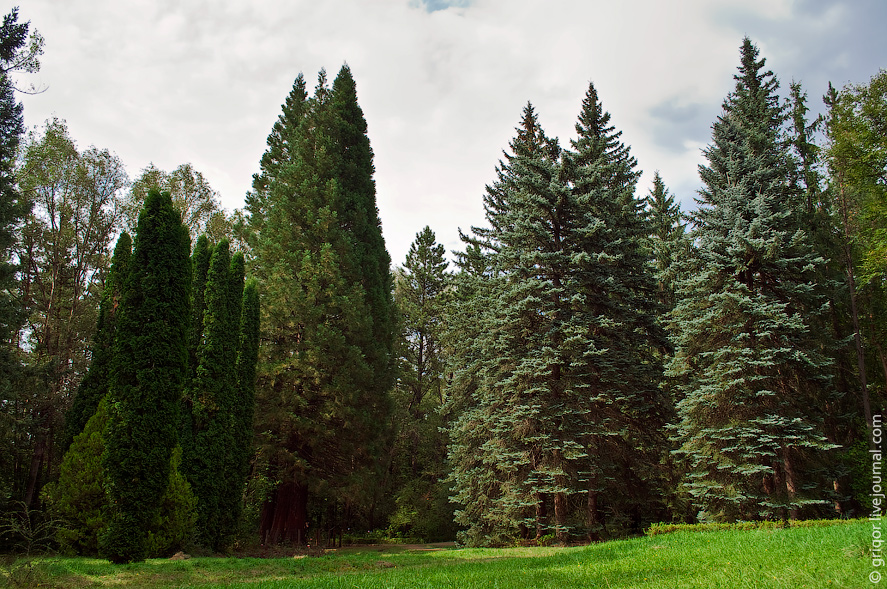
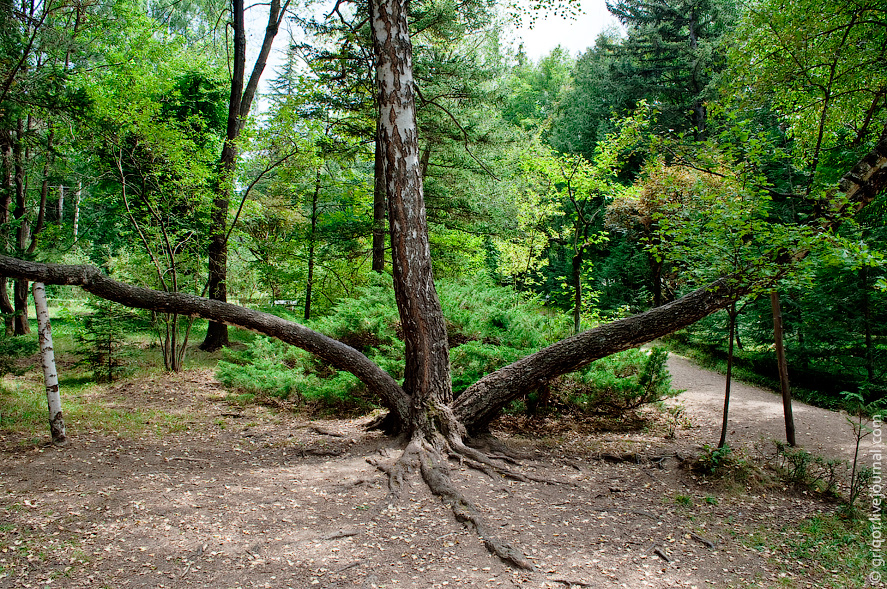
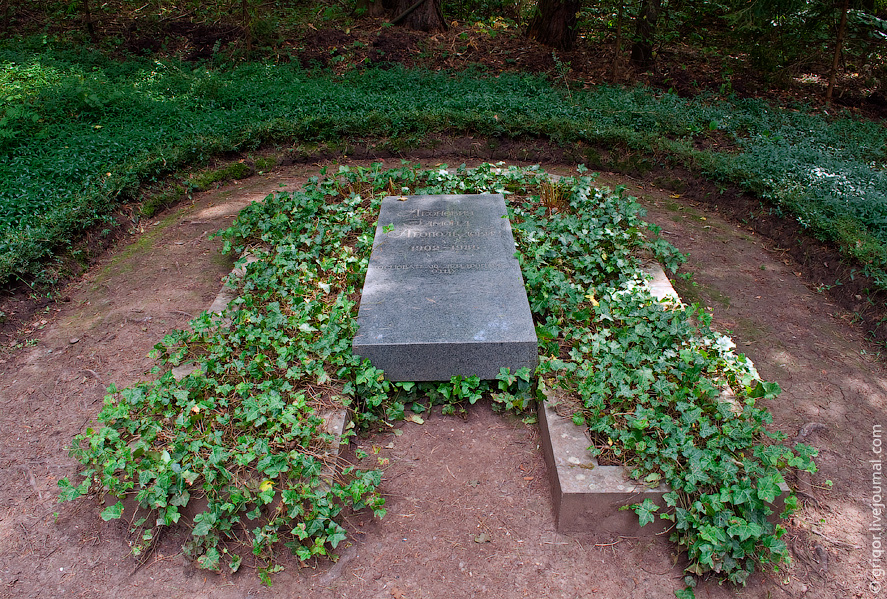
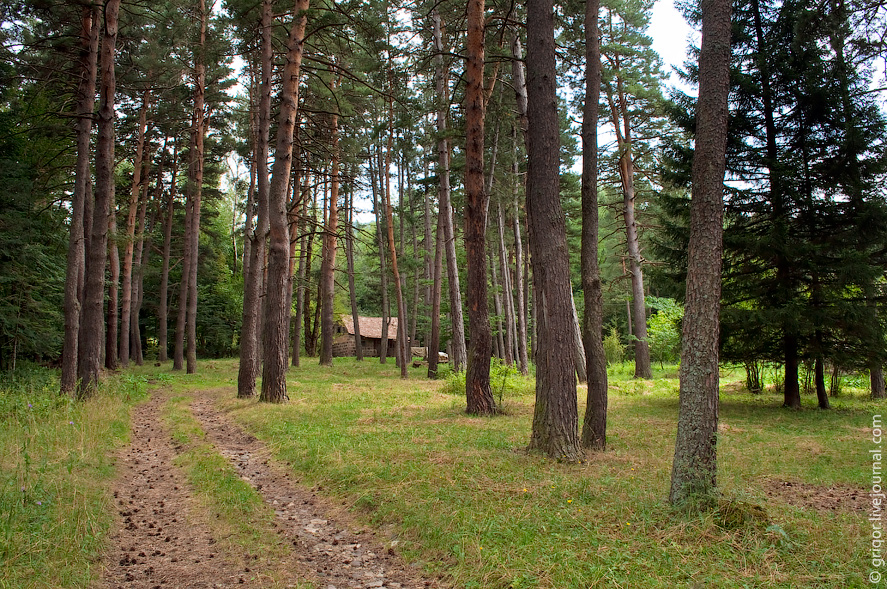
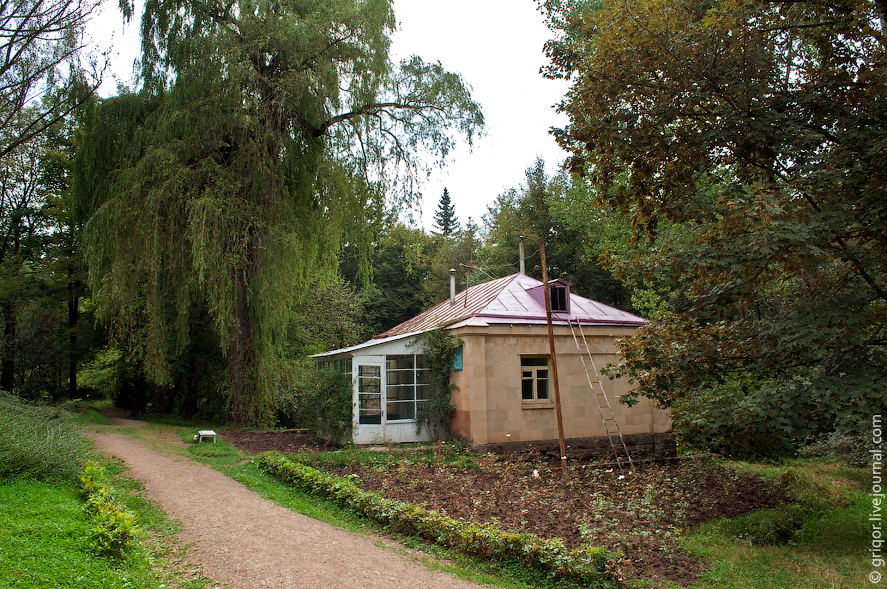
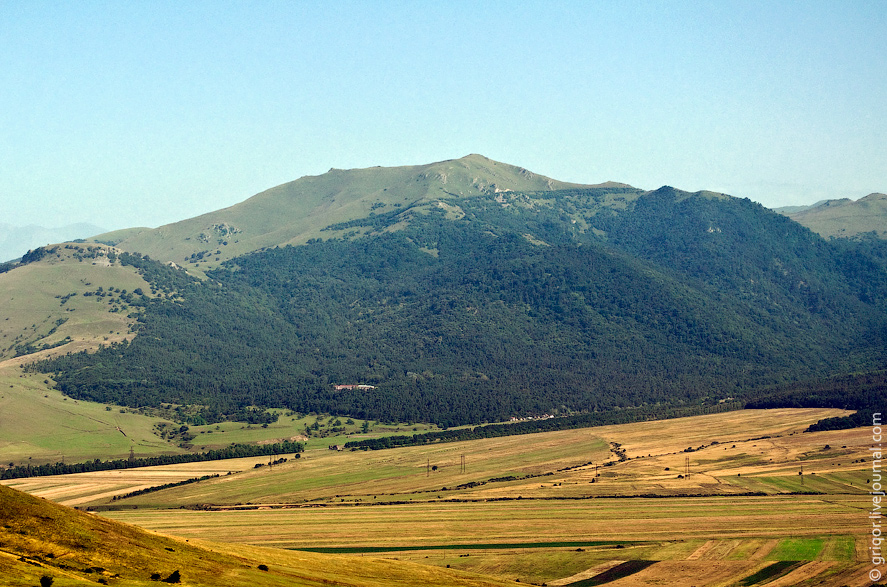